# 元墩镇
元墩镇，是中华人民共和国陕西省汉中市勉县下辖的一个乡镇级行政单位。

## 行政区划
元墩镇下辖以下地区：
喇家寨村、杨家坪村、孙家湾村、元墩村、水碓村、清明村、杨庄村、唐湾村、桂花村和双柏村。